# Salva (militar)

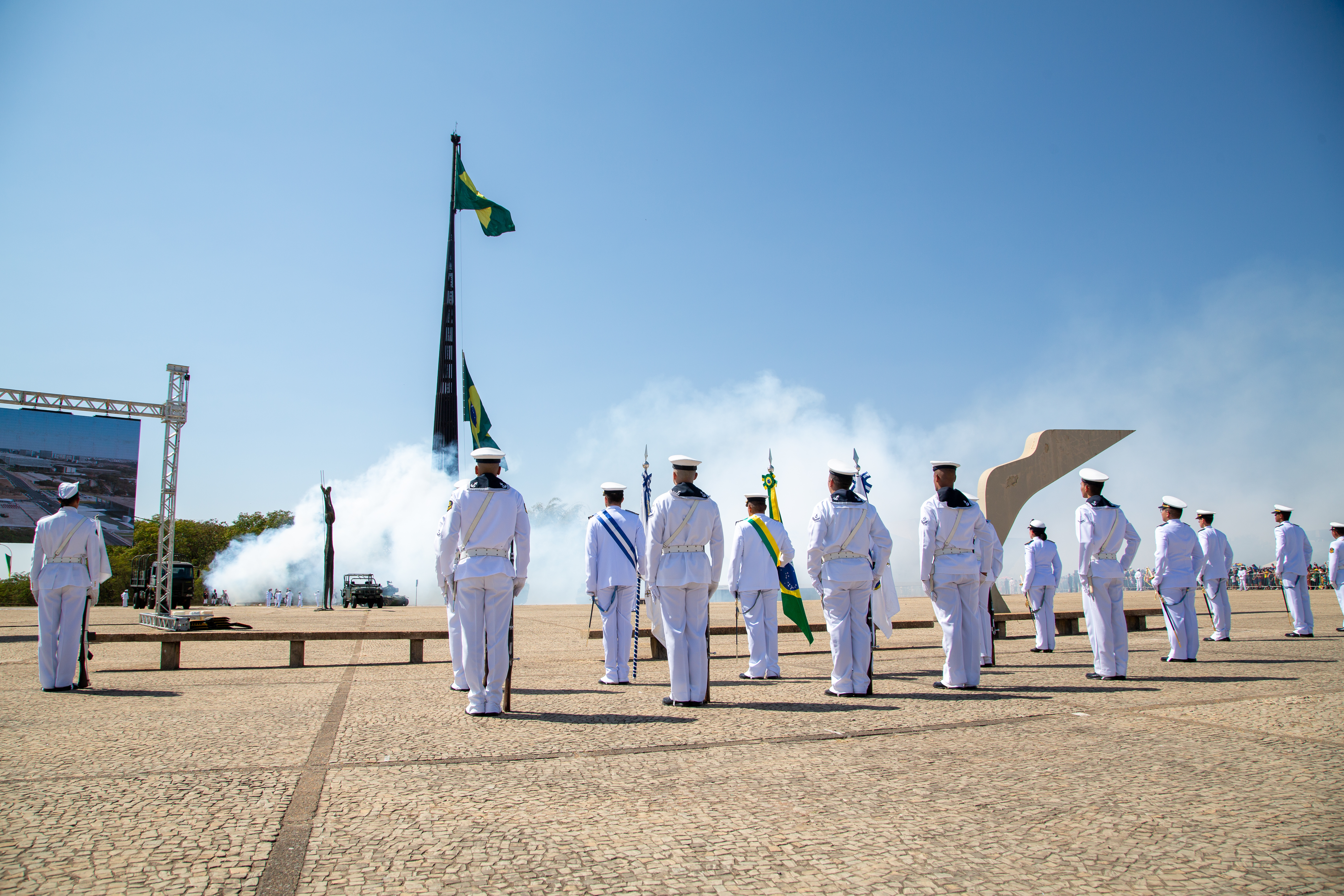
Batería de salvas durante el izado de la bandera

Se llama salva al saludo honorífico que se expresa por un determinado número de cañonazos en función del grado o la cualidad de la persona a la que se dirige. 
También se dan salvas en señal de alguna victoria, aniversario de algún acontecimiento, feliz cumpleaños y días de personas Reales, etc. Se suelen dar igualmente en los honores fúnebres. En este sentido, en las Ordenanzas para el régimen, disciplina, subordinación y servicio de Su Majestad, de 1884, se puede leer.

En cualquiera de los puertos en que se hallen los buques de la Armada al recibir noticia oficial de haber fallecido alguna de las Personas Reales, Rey, Reina, Principe ó Princesa de Asturias, se dispararán por el Comandante superior cinco cañonazos consecutivos, á que seguirá arriarse todas las banderas é insignias á media asta y embicar las vergas, y seguirá aquél tirando un cañonazo de cuarto en cuarto de hora, menos de retreta á diana, por el espacio de veinticuatro horas, al cabo de las cuales se hará una salva de veintiún cañonazos, restituyendo banderas, insignias y grímpolas á su situación ordinaria.

| "Mañana es el día glorioso que realiza su unión a este ejército, al frente de las Divisiones de su mando, el señor coronel don José Artigas. Tan plausible acto debemos solemnizar con demostraciones públicas. (...) dispondrá V.S. forme mañana la División de su mando y al pasar aquél, las Músicas tocarán marcha y las tropas echarán armas al hombro, continuando así hasta pasar la retaguardia. (...) artillería ha de colocar todas las piezas de á 8", en el Cerrito p.a saludar..." Coronel Rondeau (1813). "Desde las ocho de la mañana se ha divisado en el campamento enemigo el movimiento de subir al Cerrito dos columnas de infantería. (...) A las diez menos cuarto han hecho una salva." Faustino Anray, vigía de la fortaleza del Cerro de Montevideo. (26 de febrero de 1813). |